# Noventa Vicentina
Noventa Vicentina – miejscowość i gmina we Włoszech, w regionie Wenecja Euganejska, w prowincji Vicenza.
Według danych na rok 2004 gminę zamieszkiwało 8266 osób, 359,4 os./km².